# Honda

Logo der Abteilung Honda Motorräder

Logo der Abteilung Honda Automobiles

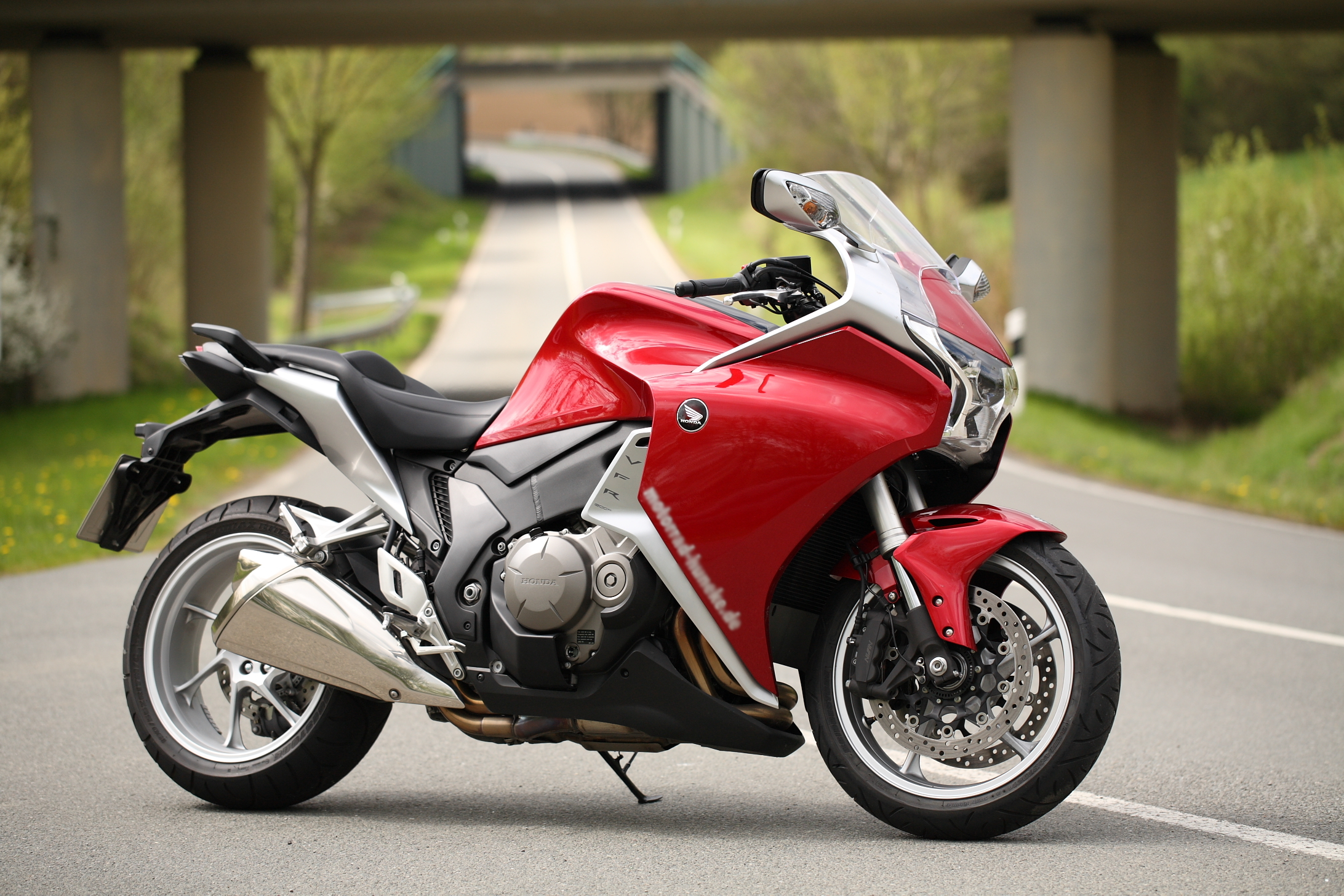
Honda VFR 1200 F, 2009–2016

Honda (japanisch 本田技研工業株式会社, Honda Giken Kōgyō Kabushiki-gaisha, deutsch „Honda Forschung und Industrie“, englisch Honda Motor Co., Ltd.), gelistet im Nikkei 225, ist ein japanischer Konzern, der Automobile, Motorräder, Außenbordmotoren, Mikro-Kraft-Wärme-Kopplungs-Anlagen und Motorgeräte für den Weltmarkt entwickelt, fertigt und vermarktet. Die Tochterfirma Honda Aircraft Company baut außerdem auch ein Geschäftsreiseflugzeug.
Mit einer Jahresproduktion von 22 Millionen Motoren ist Honda nach Stückzahl der größte Motorenhersteller der Welt. In den Fertigungsstätten in 30 Ländern der Welt beschäftigt Honda rund 218.000 Mitarbeiter, Hauptsitz ist Tokio, ein weiterer Hamamatsu. Anfang 2020 waren in Deutschland 649.966 Honda-Krafträder zugelassen, was einem Anteil von 14,4 % entspricht, nach Neuzulassungen stand Honda 2020 auf Platz drei. Weltweit stand Honda mit 13,8 Millionen verkauften Maschinen 2021 (bis November) als Motorradhersteller auf Platz eins.
Die European Honda Motor Trading GmbH (Honda Deutschland) in Hamburg wurde im Mai 1961 gegründet.
Der Firmensitz der Honda Deutschland GmbH, mit ca. 162 Arbeitsplätzen, ist seit 2013 in Frankfurt am Main. Der Präsident ist Toshihiro Mibe. Die deutsche Forschungsabteilung Honda R&D Europe, mit mehr als 100 Ingenieuren und Wissenschaftlern, befindet sich weiterhin in Offenbach am Main.
Mit einem Umsatz von 142,4 Mrd. US-Dollar, bei einem Gewinn von 4,3 Mrd. USD, stand Honda 2020 laut den Forbes Global 2000 auf Platz 83 der weltgrößten Unternehmen.

## Geschichte

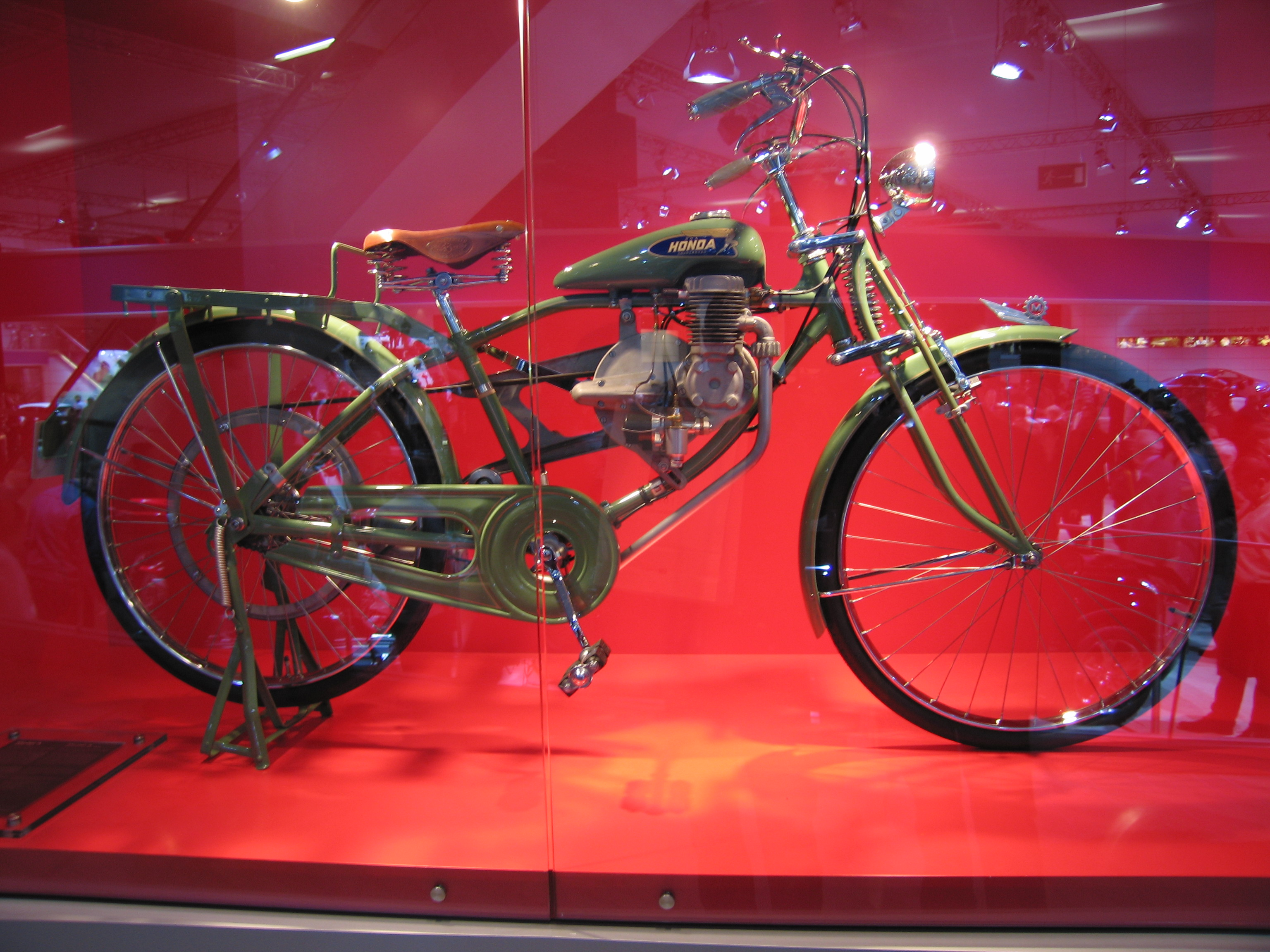
Honda Model A, motorisiertes Fahrrad 1948

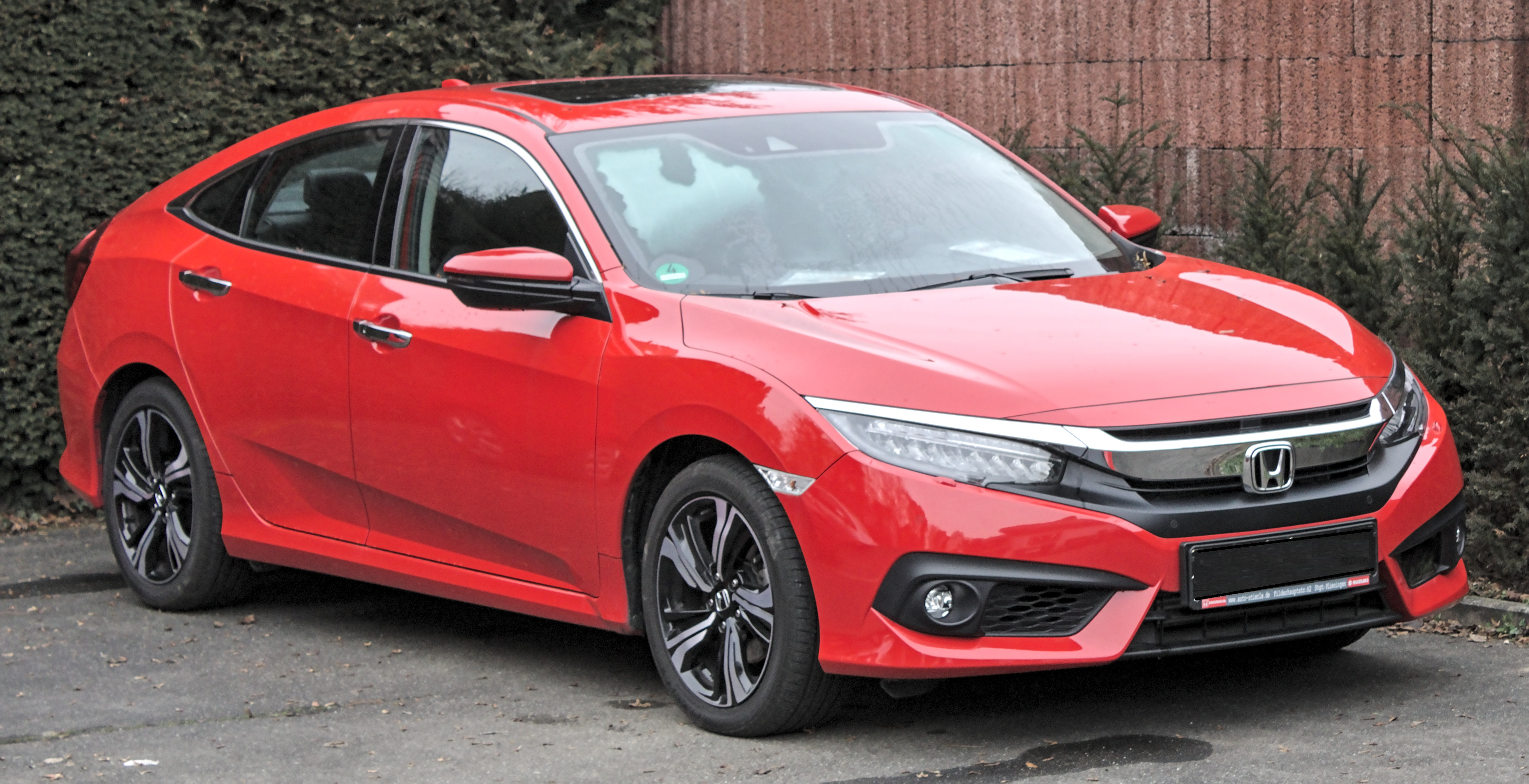
Honda Civic, 2015

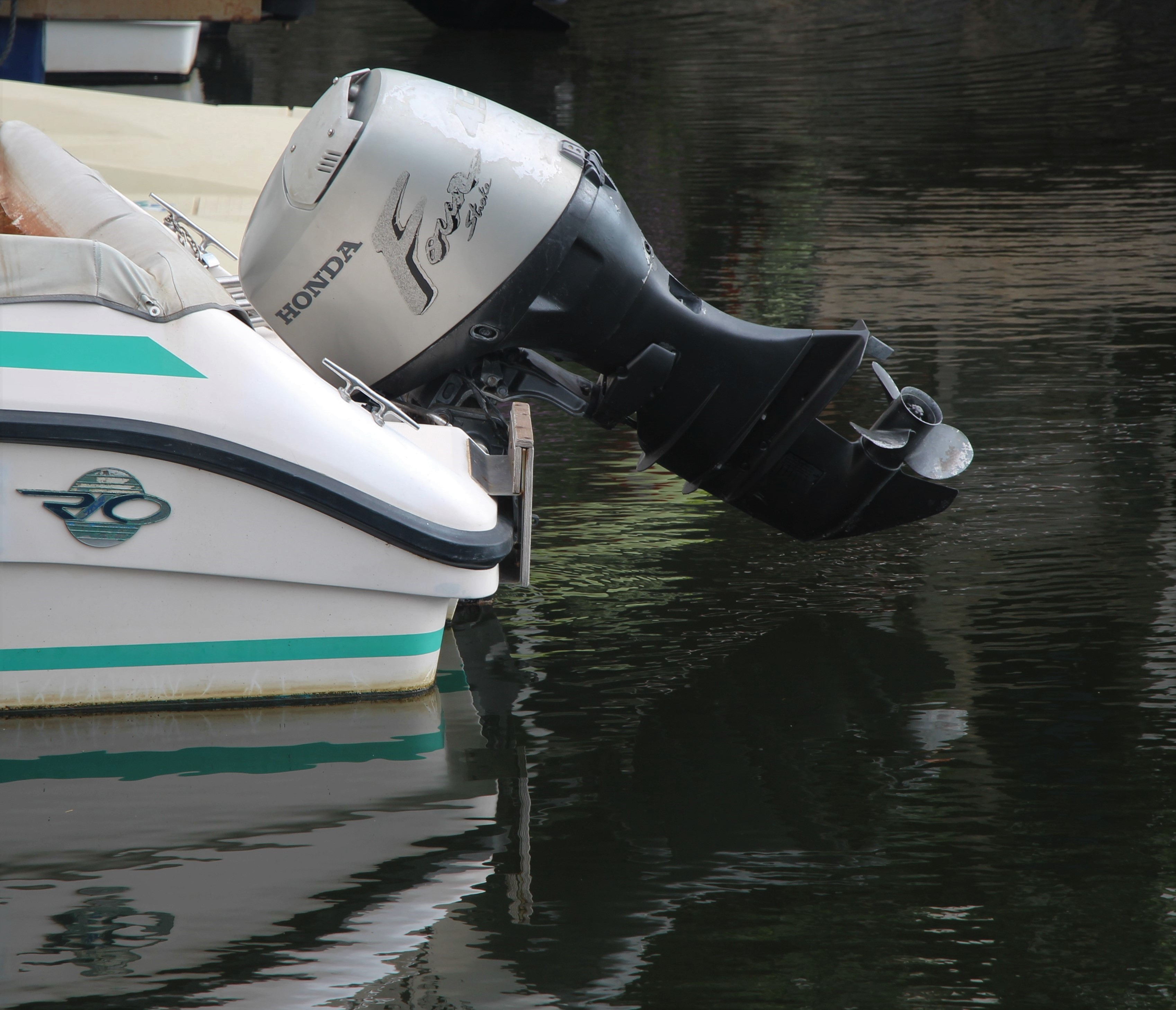
Honda Außenbordmotor

Honda wurde am 24. September 1948 gegründet und trägt den Namen des Gründers, Sōichirō Honda. Honda stand als Nachkriegsgründung nicht in Verbindung mit Zaibatsu. Am Anfang der Firmengeschichte wurden Motoren zum Antrieb von Fahrrädern produziert, 1949 das erste Motorrad Dream D. Zehn Jahre nach der Gründung wurde mit der Herstellung des 50 cm³-Modells Super Cub begonnen, die bis über die Jahrtausendwende mit einer Stückzahl von über 100 Millionen das meistgebaute Kraftfahrzeug der Welt wurde. In den 1960er Jahren startete der Automobilbau. 1969 kam mit der Honda CB 750 Four eines der ersten Serienmotorräder mit einem Vierzylinder-Reihenmotor auf den Markt. 1984 hatte Honda 50 Millionen Zweiräder hergestellt.
Seit 1986 verwendet Honda für seine Luxusautomobile den Markennamen Acura. Diese werden nur in Nordamerika, China und Hongkong vertrieben. Ebenfalls seit den 80er Jahren arbeitete Honda an der Entwicklung humanoider Roboter und stellte im Jahr 2000 stellte die erste Version seines ASIMO vor.
In den 90er Jahren begann Honda mit der Entwicklung von Brennstoffzellenfahrzeugen und stellte 1999 das erste Fahrzeug Honda FCX vor. 1997 hatte Honda 100 Millionen motorisierte Zweiräder hergestellt.
Im Mai 2008 ließ Honda das Detroiter Symphonie-Orchester von Asimo dirigieren.
Im November 2014 lief im Werk Kumamato die 300millionste Honda vom Band. Ende 2019 lief das 400millionste Zweirad vom Band.
Nachdem seit 2016 lediglich 1.900 FCX Claritys (mit Brennstoffzelle) verkauft worden waren, wurde 2021 entschieden, vorerst die Brennstoffzellenfahrzeuge vom Partner General Motors allein weiterentwickeln zu lassen.
Im März 2022 wurde verkündet, dass Honda gemeinsam mit Sony Elektroautos bauen will. Auf der CES im Januar 2023 wurde hierfür die Marke Afeela vorgestellt. Zudem stellte man eine Weiterentwicklung des Konzeptfahrzeugs Sony Vision-S aus. Für Mitte 2026 ist die Markteinführung des Serienfahrzeugs Afeela 1 geplant. Hierfür wurde auf der CES im Januar 2025 ein seriennahes Modell gezeigt.

## Firmenprofil
Neben Toyota ist Honda einer der wenigen unabhängigen japanischen Automobil- und Motorradhersteller. Dies ist begründet in der Tatsache, dass das Unternehmen während der Restrukturierung des internationalen Auto- und Motorradmarktes erfolgreich war und es geschafft hat, nicht mit anderen Unternehmen fusionieren zu müssen oder durch Akquisitionen fremder Investoren seine Unabhängigkeit zu verlieren.
Als weltweit größter Motorradhersteller bietet Honda Modelle in allen Klassen und Kategorien an. Neben kleinen Maschinen, zu denen auch Roller und beispielsweise die Honda CB 125, mit der Honda in Asien sehr erfolgreich ist, aktuell als Honda CB 125 F und R gebaut, gehören, gibt es auch großvolumige Motorräder, zu denen als eins der schnellsten Serienmotorräder die 1997 vorgestellte CBR 1100 XX „Blackbird“ mit einer Höchstgeschwindigkeit von 286 km/h gehört. Supersportmodelle sind die CBR 600 und die „Fireblade“.

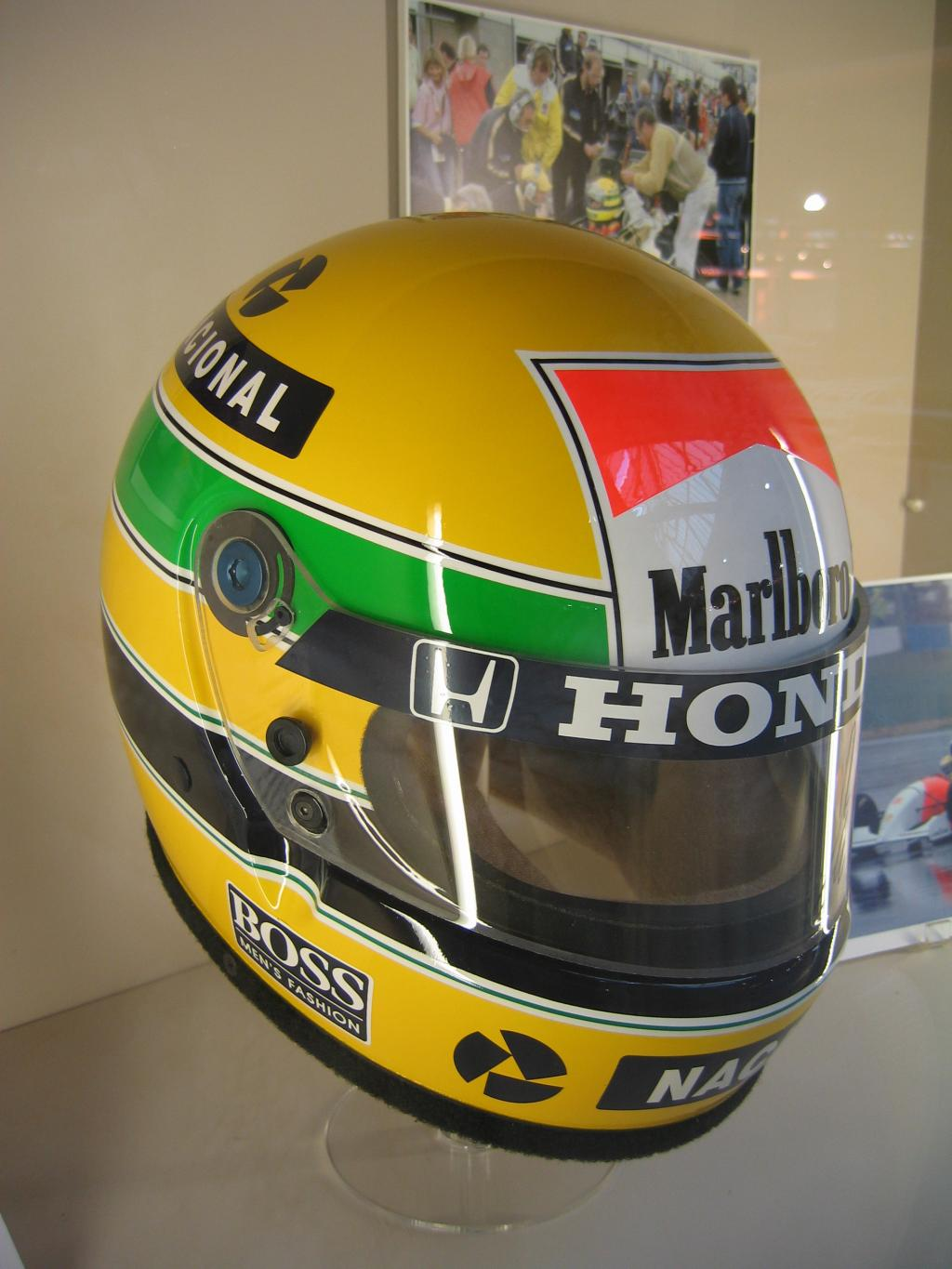
Sennas ehemals berühmter gelber Helm

Flaggschiff der Honda-Tourenmotorräder ist die Gold-Wing-Baureihe, gebaut in Kumamoto (Japan). Das Gewicht vollgetankt der Version von 2018 beträgt 365 kg, und es verfügt seit 1988 (damals noch optional) über einen Rückwärtsgang zum Rangieren.
Hondas Profil in der Öffentlichkeit ist auch geprägt durch seine Aktivitäten im Motorsport. Honda trat auch mit einem Team in der Formel 1 (siehe Honda Racing F1) und in der Formel 2 als Motorenlieferant an. Ende der 1980er und Anfang der 1990er Jahre dominierte Honda mit seinen Motoren die Formel 1 und gewann sechs Weltmeisterschaften. Aushängeschilder von Honda waren damals Nelson Piquet und Nigel Mansell, sowie Ayrton Senna und Alain Prost, die in der letzten Turbosaison der Formel 1 im Jahr 1988 15 von 16 Rennen gewinnen konnten. Ayrton Senna trug neben dem Gewinn der Weltmeisterschaft maßgeblich zur Entwicklung des Honda NSX bei. Im Dezember 2008 stellte Honda die Formel-1-Aktivitäten als Folge der damals herrschenden Finanzkrise aus Kostengründen ein.

## Motorräder und -roller
1963 begann Honda mit der Motorradproduktion in Belgien, 1967 in Thailand, 1980 in Nigeria. Ende 2014 hatte Honda weltweit 22 Werke für Motorräder und Motorroller, unter anderem auf der Insel Kyūshū, im italienischen Atessa, seit 1992 in China, seit 2001 in Indien.
Zurzeit (2022/2023) vertreibt Honda in Deutschland Modelle mit folgenden Motoren:
| Bauart | Hubraum   | Reiseenduros           | Supersport            | Naked Bike               | Sporttourer/Tourer | Cruiser/Retro  | Roller                    | Bemerkung                          |
| ------ | --------- | ---------------------- | --------------------- | ------------------------ | ------------------ | -------------- | ------------------------- | ---------------------------------- |
| B6     | 1833 cm³  |                        |                       |                          | GL 1800            |                |                           |                                    |
| R2     | 1084 cm³  | CRF 1100 L Africa Twin |                       |                          | NT 1100            | CMX 1100 Rebel |                           |                                    |
| R4     | 999 cm³   |                        | CBR 1000 RR Fireblade | CB 1000 R                |                    |                |                           |                                    |
| R2     | 755 cm³   | XL 750 Transalp        |                       | CB 750 Hornet            |                    |                |                           |                                    |
| R2     | 745 cm³   | NC 750 X               |                       |                          |                    |                | Forza 750 X-ADV           | A2-Führerschein mit Drosselsatz    |
| R4     | 649 cm³   |                        | CBR 650 R             | CB 650 R                 |                    |                |                           | A2-Führerschein mit Drosselsatz    |
| R2     | 471 cm³   | CB 500 X               | CBR 500 R             | CB 500 F CL 500          |                    | CMX 500 Rebel  |                           | A2-Führerschein                    |
| R1     | 330 cm³   |                        |                       |                          |                    |                | Forza 350 SH 350i         | A2-Führerschein                    |
| R1     | 286 cm³   | CRF 300 L              |                       |                          |                    |                |                           | A2-Führerschein                    |
| R1     | 157 cm³   |                        |                       |                          |                    |                | SH 150i                   | A2-Führerschein                    |
| R1     | 125 cm³   |                        |                       |                          |                    |                | SH 125i PCX 125 Forza 125 | Leichtkrafträder (A1-Führerschein) |
| R1     | 124,7 cm³ |                        |                       | CB 125 R MSX 125 DAX 125 | CB 125 F           | Honda Monkey   |                           | Leichtkrafträder (A1-Führerschein) |
| R1     | 108 cm³   |                        |                       |                          |                    |                | Vision 110                | Leichtkrafträder (A1-Führerschein) |

## Pkw-Modelle

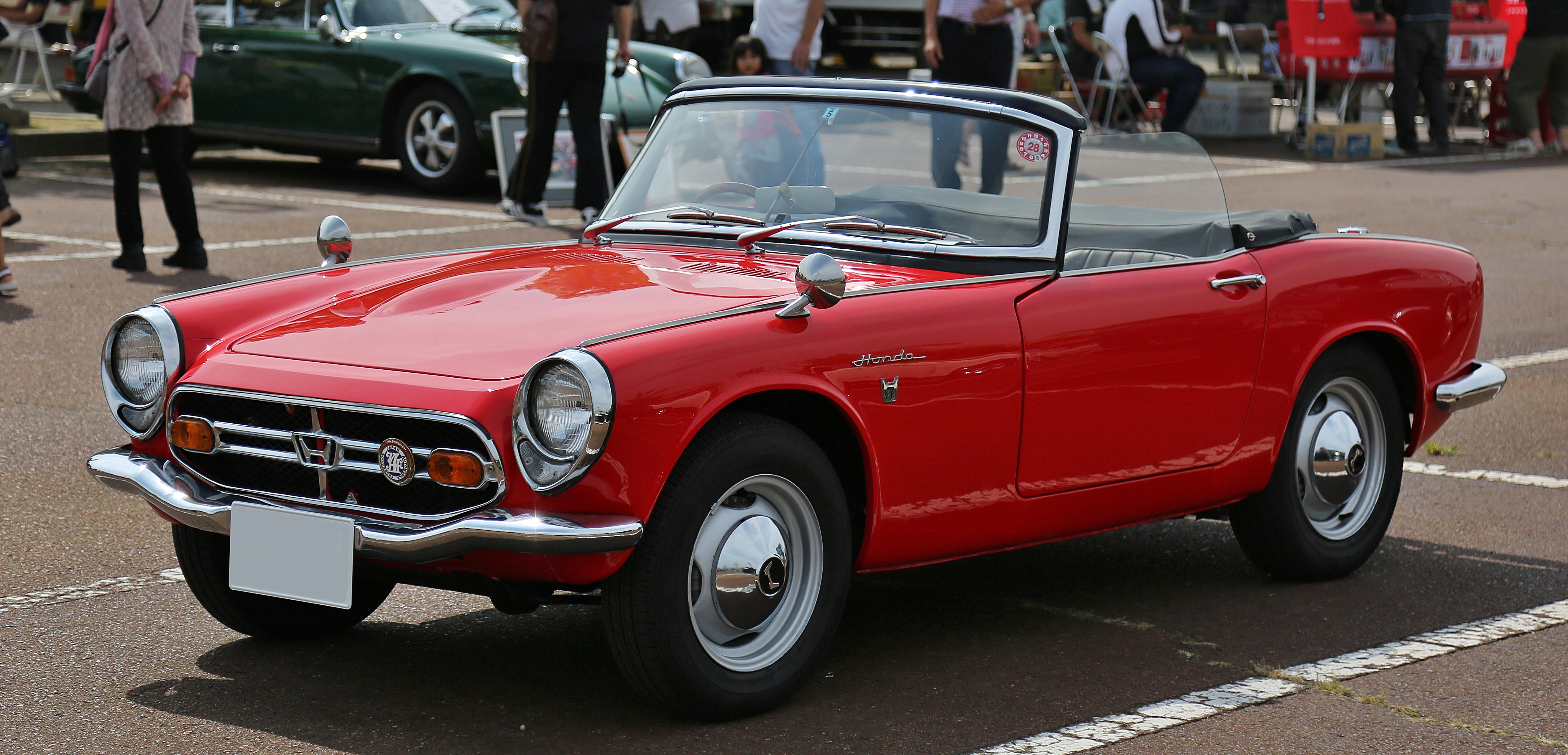
Honda S800 (1967)

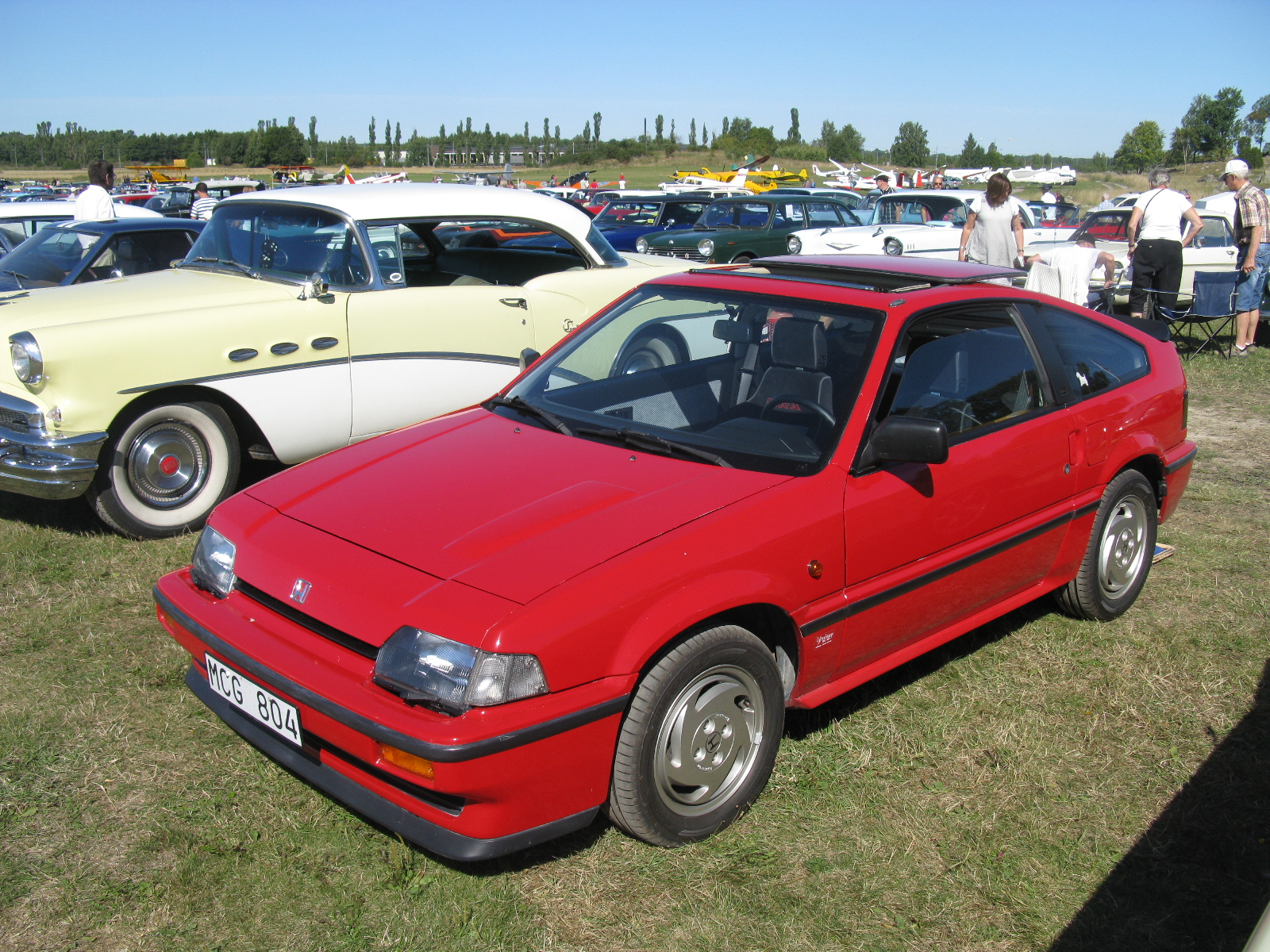
Honda CRX (1983)

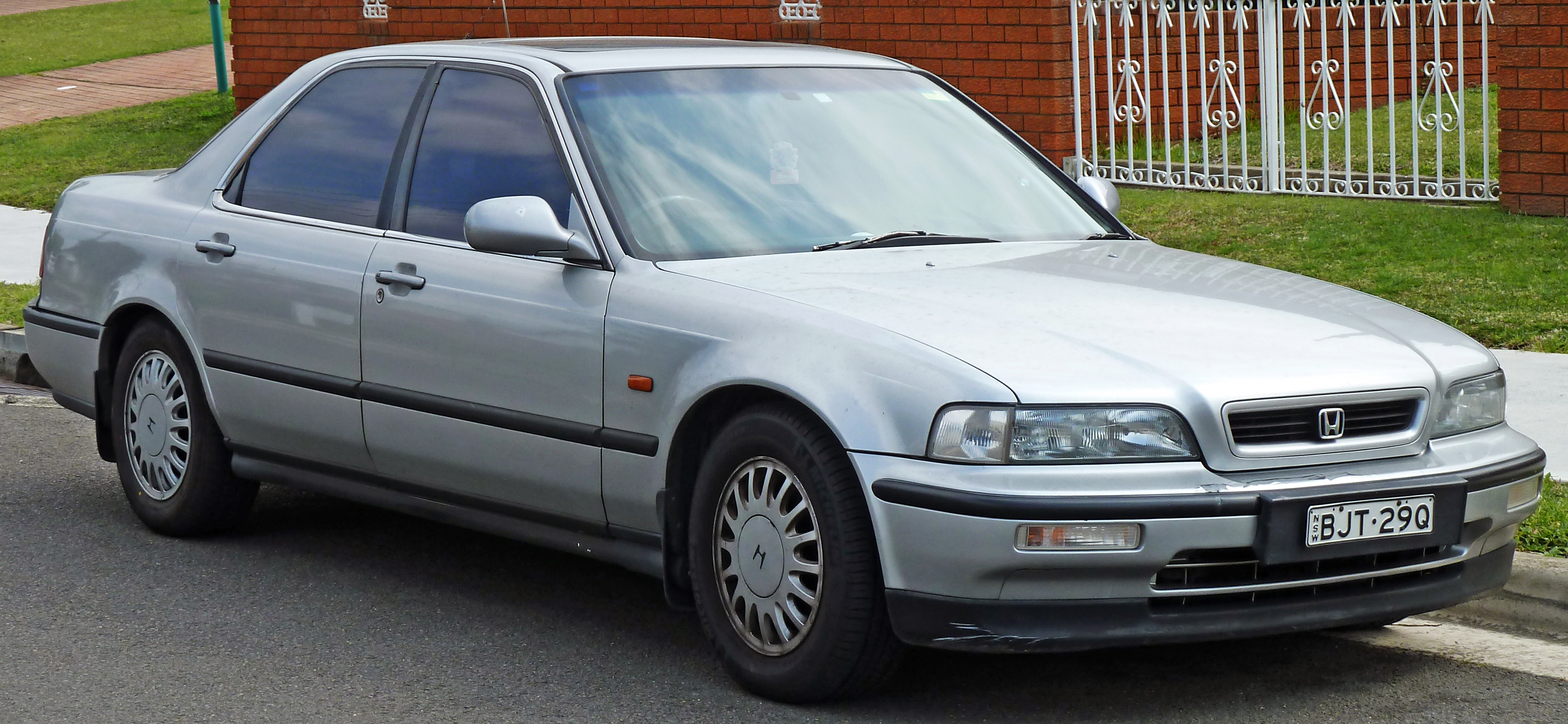
Honda Legend (1994)

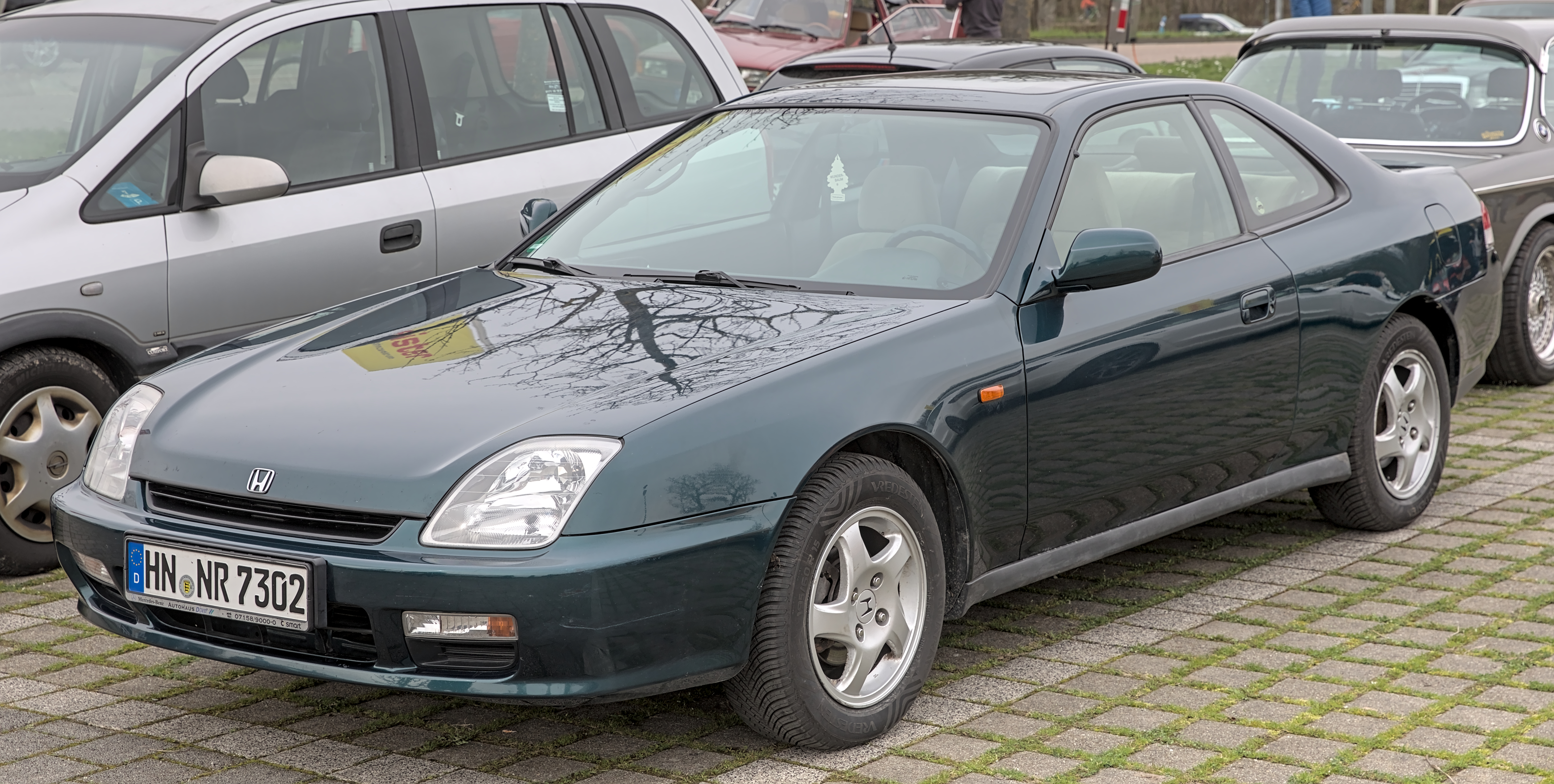
Honda Prelude (1997)

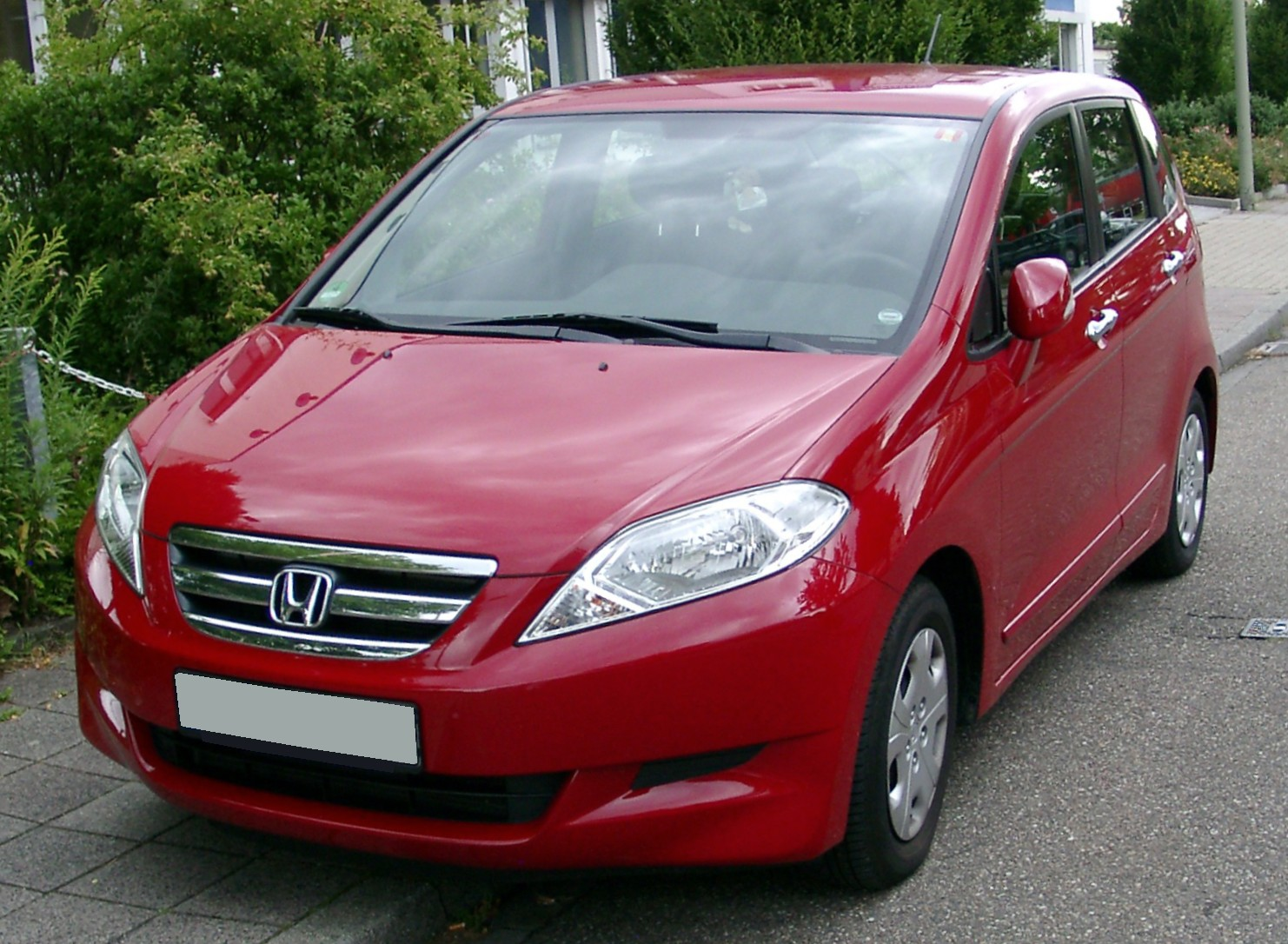
Honda FR-V (2005)

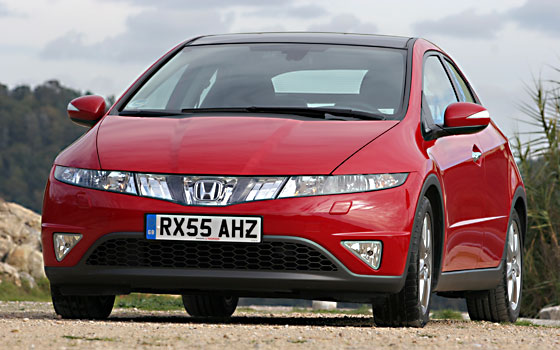
Honda Civic (2006)

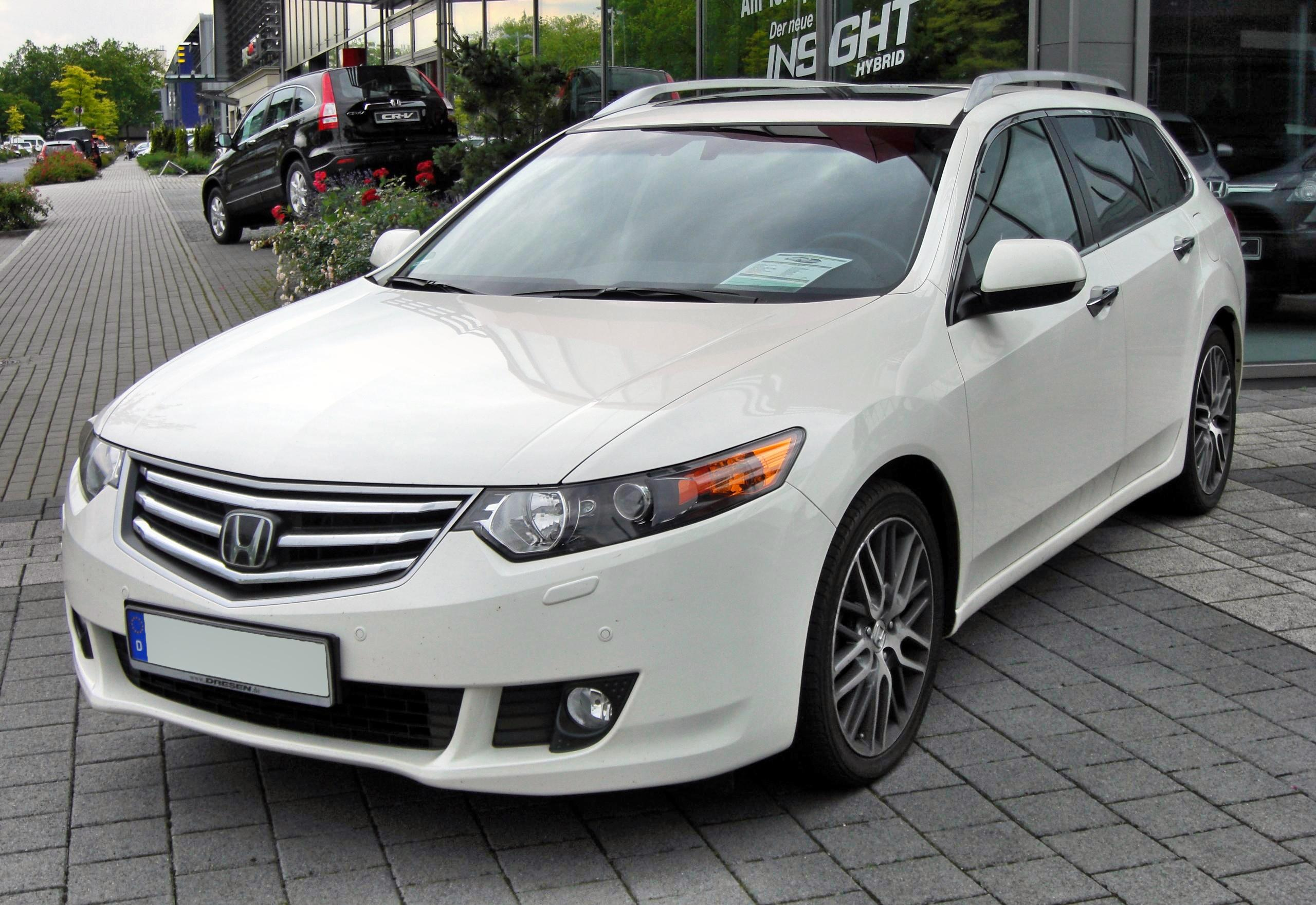
Honda Accord Tourer (2008)

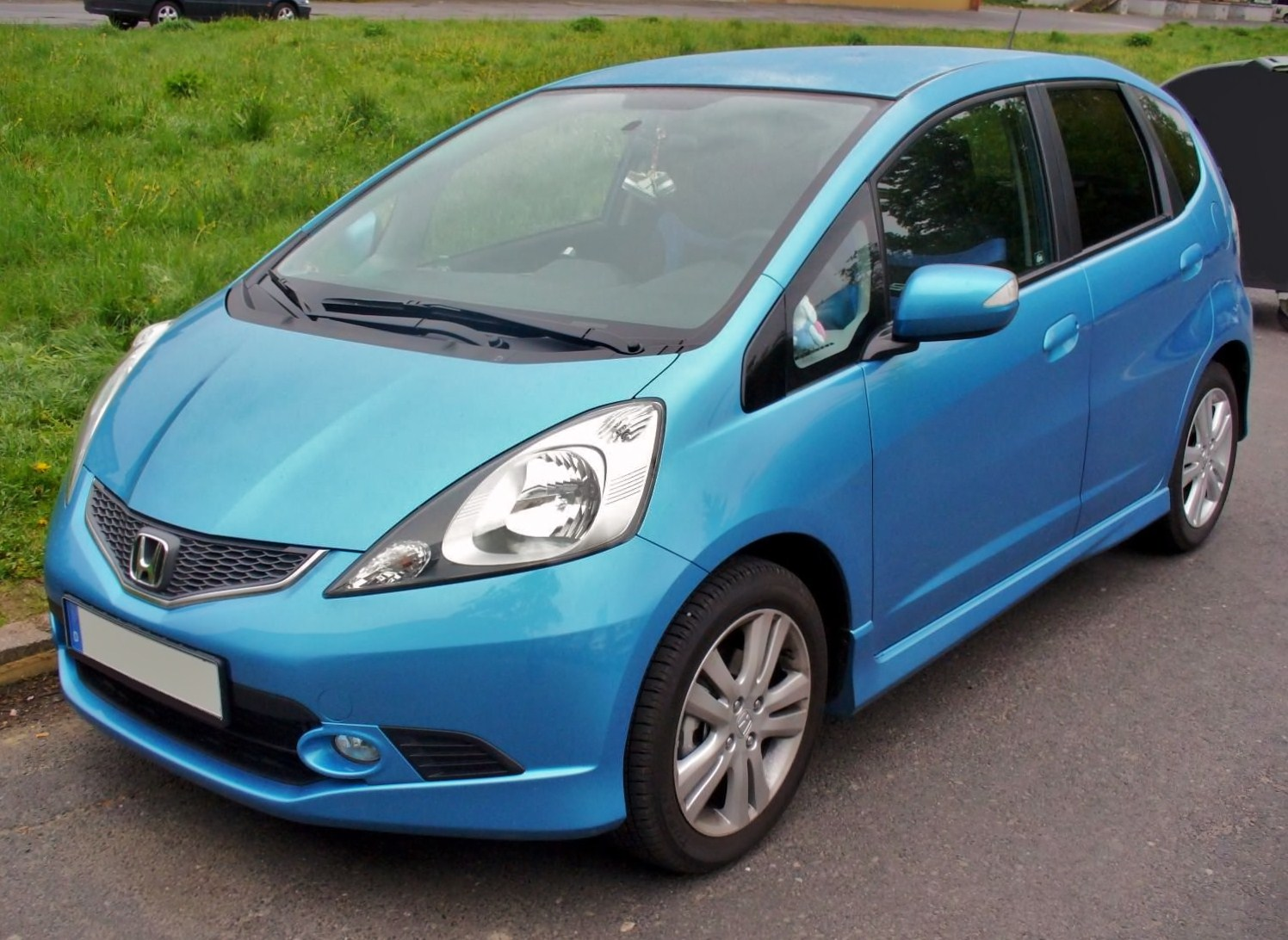
Honda Jazz (2009)

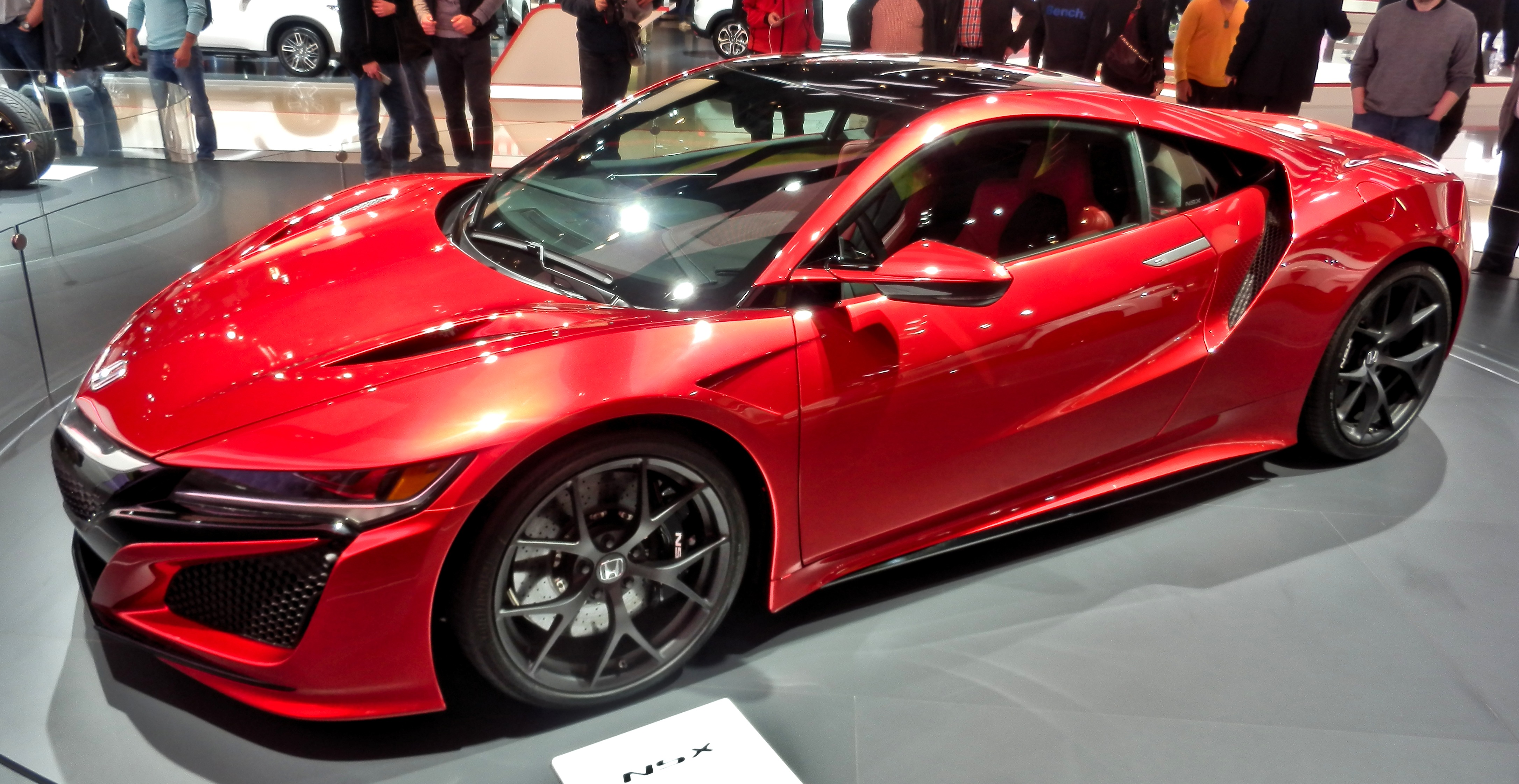
Honda NSX (2016)

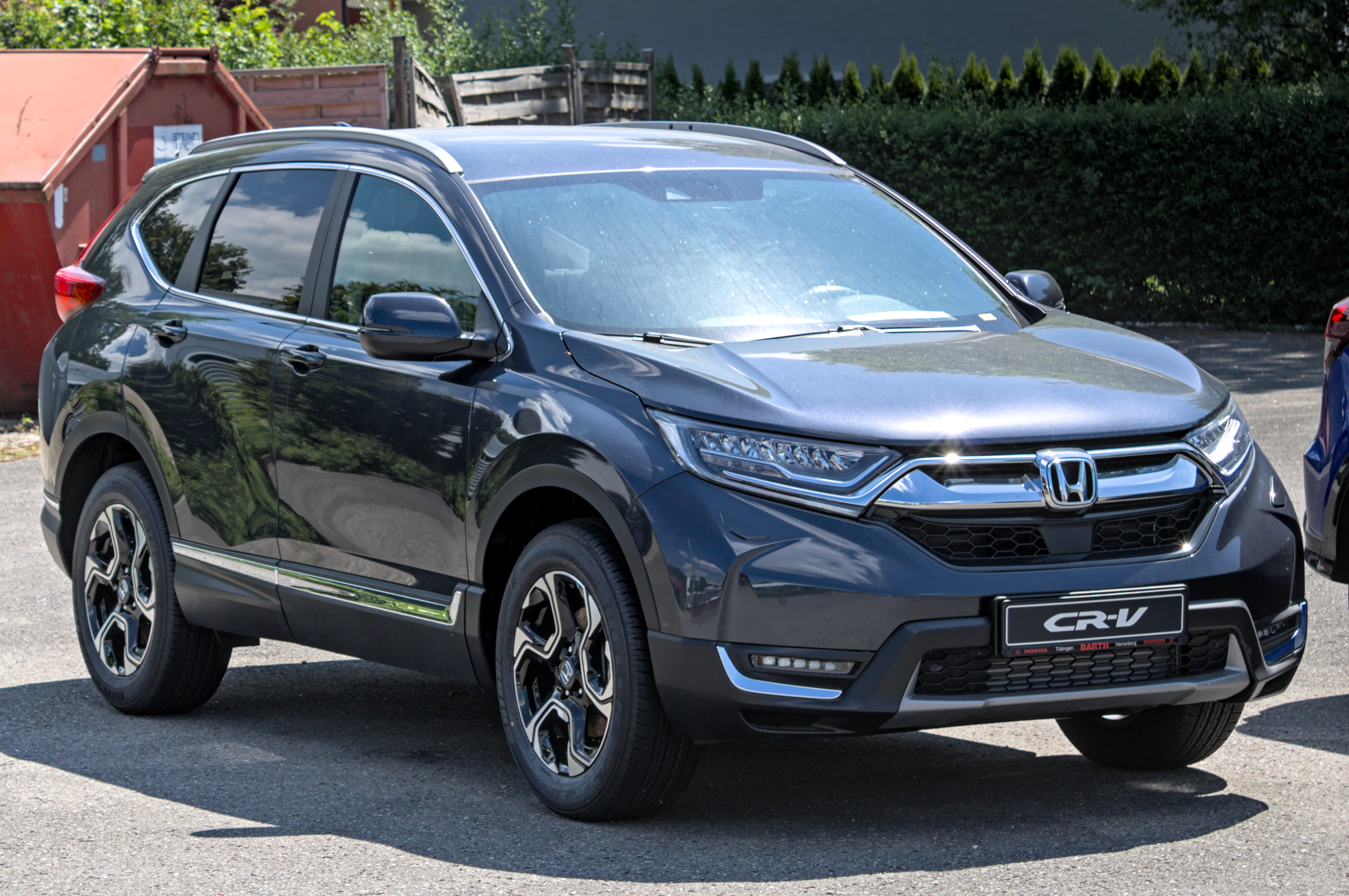
Honda CR-V (2018)

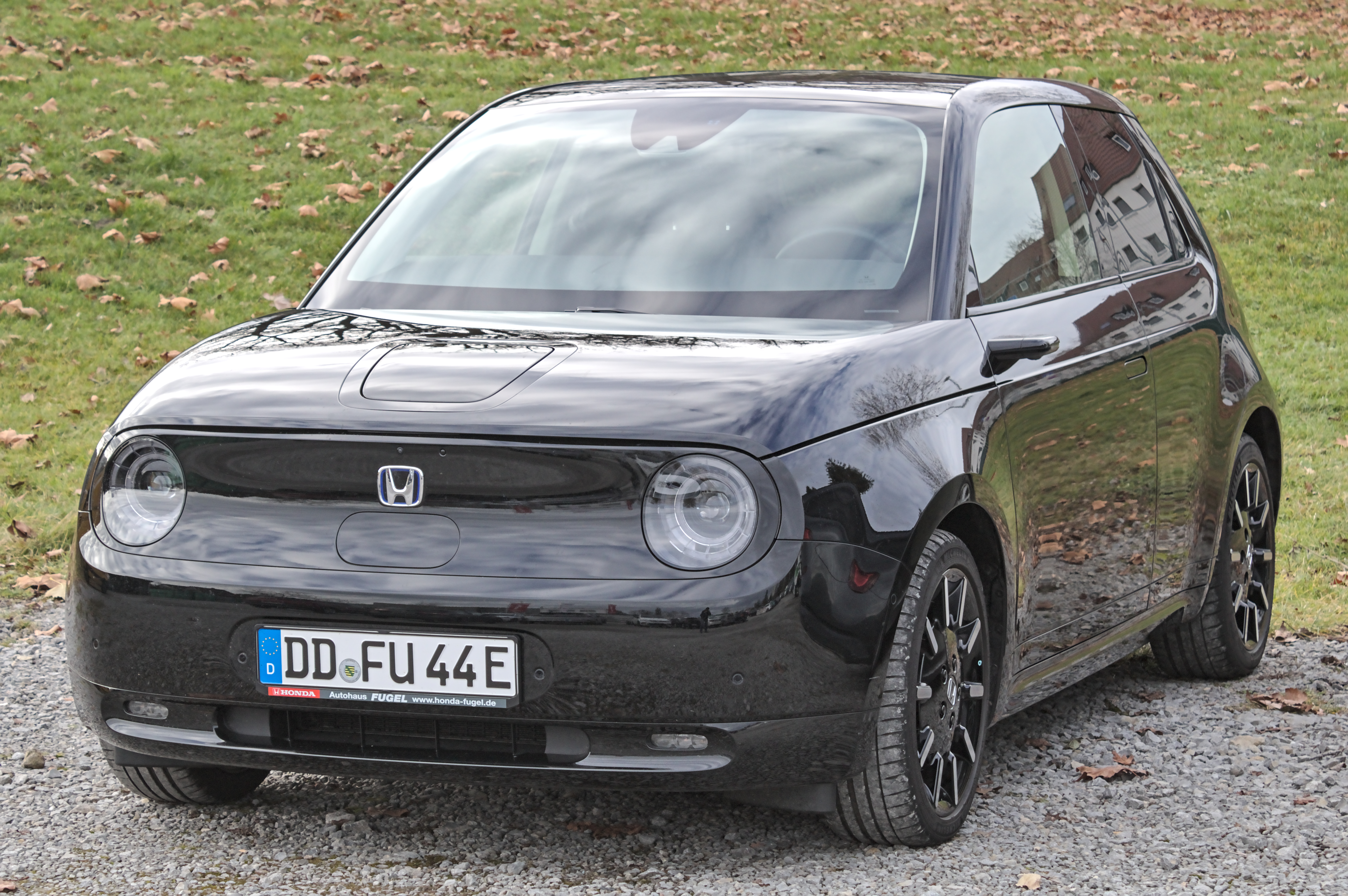
Honda e (2019)

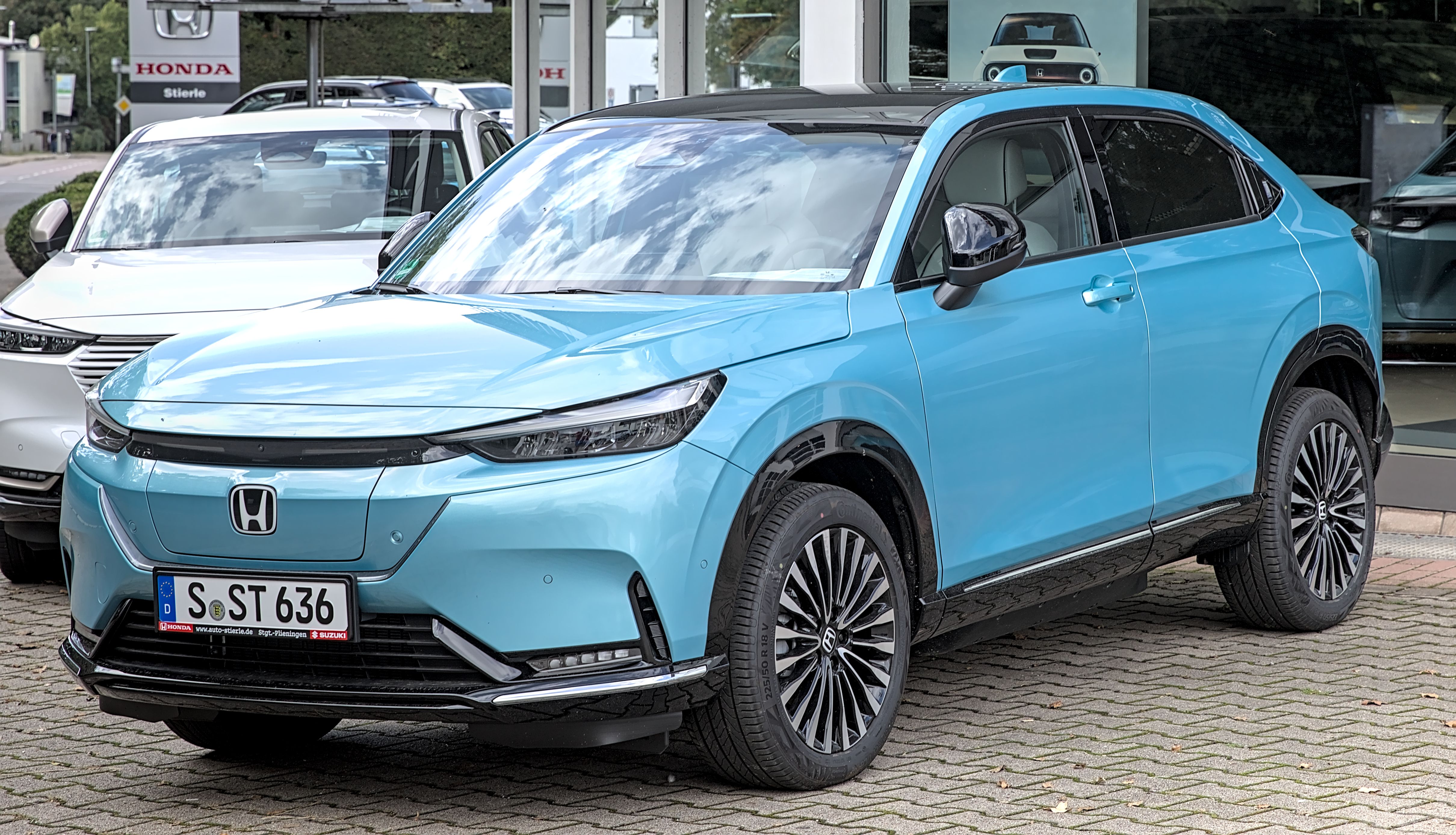
Honda e:Ny1 (2023)

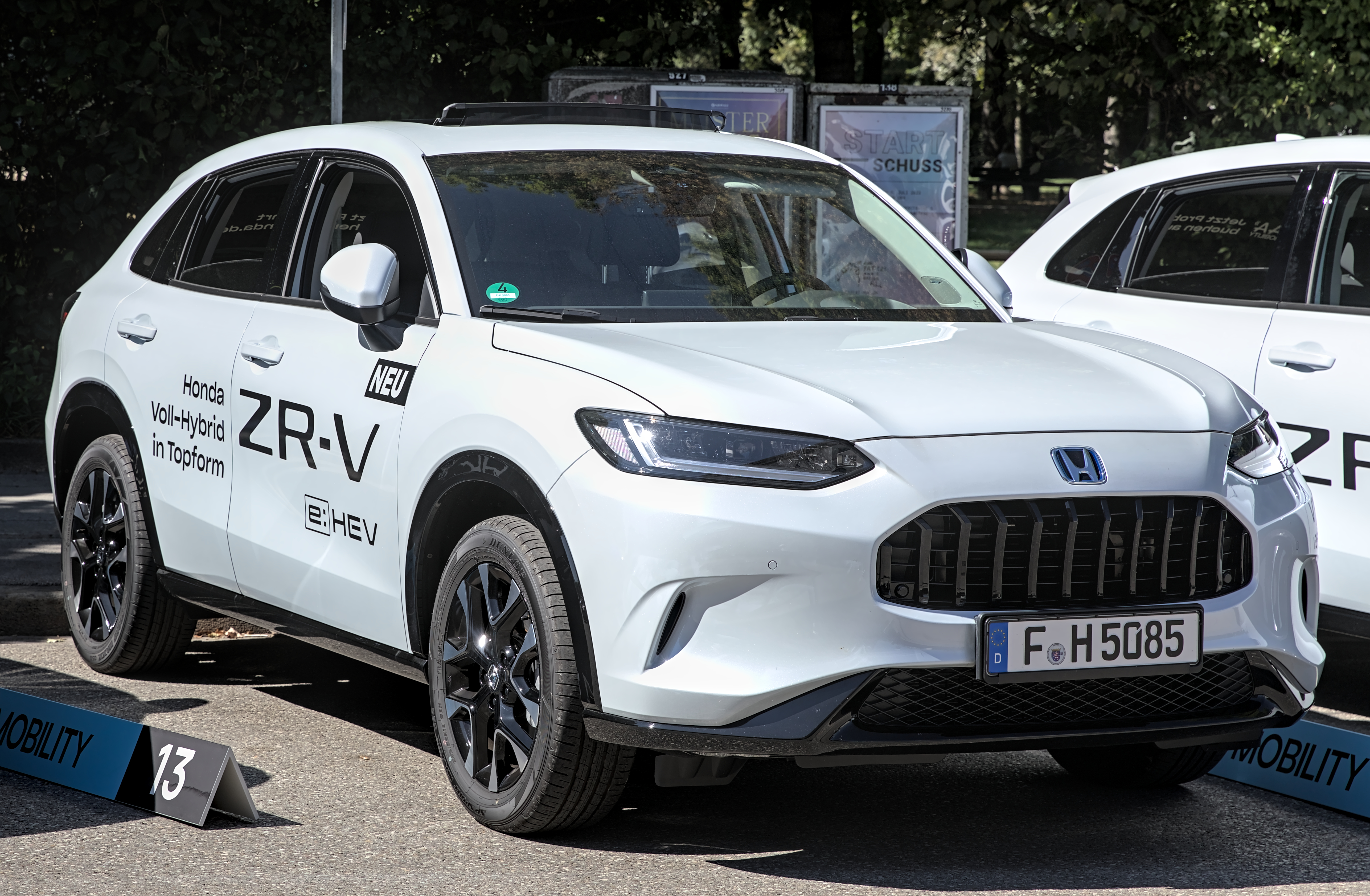
Honda ZR-V (2023)

### Kleinwagen
- N360
- N600
- Life
- Z360
- Z600
- Jazz
- City
- Logo
- FCX
- That’s
- Brio
- Amaze
- Greiz
- Gienia
- e

### Kompaktklasse
- Today
- Civic
- Civic Hybrid
- Concerto
- Insight
- Crider
- Envix

### Untere Mittelklasse
- 1300

### Mittelklasse
- Quint/Quintet
- Inspire
- Integra
- Accord
- Spirior
- Clarity

### Obere Mittelklasse
- Vigor
- Legend

### Sportcoupé
- Civic Coupé und Type R
- CRX
- Integra Type R
- Prelude
- Accord Coupé und Type R
- CR-Z

### Sportwagen/Roadster
- Beat
- S500
- S600
- S660
- S800
- S2000
- NSX
- NSX-R
- NSX

### Van
- FR-V
- Odyssey
- Shuttle
- Stream
- Jade
- Mobilio
- Elysion
- Freed
- StepWGN
- N-Box
- N-One
- N-WGN

### SUV
- e:NP1
- e:NP2
- e:NS1
- e:NS2
- e:Ny1
- Horizon
- HR-V
- CR-V
- Crossroad
- Element
- Passport
- Pilot
- Prologue
- Ridgeline
- BR-V
- Avancier
- WR-V
- ZR-V
- Elevate
- P7
- S7

### Konzeptfahrzeug
- S360
- Sports 4
- HSC
- Prelude Concept
- Small Hybrid Sports Concept
- Sustaina-C Concept
- Honda Dualnote 2001
- 0 Series Saloon Concept
- 0 Series Space-Hub Concept

## Honda-eigene Abkürzungen
- CBS – Combined Brake System: Dieses System verteilt die Bremskräfte auf beide Räder einspuriger Fahrzeuge auch beim Betätigen nur eines Bremshebels oder Bremspedals.
- CMBS – ein Kollisionswarn- und Schutzsystem mit mehreren Warnstufen.
- CVCC – siehe Compound Vortex Controlled Combustion: Bei diesem schichtladeähnlichen Verfahren zur Schadstoffreduktion bei Vergasermotoren wird das magere Gemisch in der Hauptkammer über eine Fackeldüse durch die (fette) Verbrennung in der Vorkammer gezündet.
- Real Time 4WD – Automatisch zu- und abschaltendes, geregeltes Allradantriebssystem.
- VTEC – Variable Valve Timing and Lift Electronic Control: Diese variable Ventilsteuerung kann in einigen Ausführungen auch alle Ventile geschlossen halten, um einzelne oder alle Zylinder abzuschalten (Zylinderabschaltung).
- i-DSI – Dual & Sequential Ignition: Zwei Zündkerzen je Zylinder zünden zeitlich versetzt oder bei hohen Drehzahlen gleichzeitig, um den Verbrennungsverlauf variabel zu steuern.
- IMA – Integrated Motor Assist: Dieser parallele Hybridantrieb arbeitet mit einem Elektromotor, der deutlich kleiner dimensioniert ist als der Verbrennungsmotor. In Europa wird IMA eingesetzt in den Modellen Civic IMA (seit 2006 Civic Hybrid), Insight (seit 2009), CR-Z (seit 2010) und Jazz Hybrid (seit 2011).
- Die interne Fahrzeugidentifikationsnummer V.I.N. verwendete Honda von 1979 bis 1995. Seitdem werden Fahrzeug-Identifizierungsnummern nach internationalen Normen verwendet.
- 4WS – Four Wheel Steering System: ein anfangs mechanisches, später elektronisches 4-Rad-Lenksystem, das einen engeren Wendekreis und schnellere Kurvenfahrten ermöglicht. Verwendet beim Honda Prelude BA4 1989 bis BB8 2000.

## Rennsport

### Automobilrennsport
Honda engagierte sich mehrfach in verschiedenen Klassen des Automobilsports. Dabei verfolgte das Unternehmen über die Jahrzehnte sehr unterschiedliche Konzepte. Das Unternehmen ist oft als Motorenhersteller angetreten, hat Motoren entwickelt und hergestellt und mit Chassis-Teams zusammengearbeitet, und in einigen Jahren war es auch Eigentümer eines Chassis-Herstellerteams:
- Honda ist in der Formel 1 in den Jahren 1964–1968, 1983–1992, 2000–2008 und 2015–2021 als Motorenhersteller angetreten, während das Unternehmen in den Jahren 1964–1968 und 2006–2008 auch ein Chassis-Herstellerteam besaß.
- Insgesamt wurden mit Honda-Motoren über 70 Rennen, sechs Konstrukteurs-Weltmeisterschaften und fünf Fahrer-Weltmeisterschaften gewonnen.[21] Ihre Chassis haben drei Siege erzielt.
- Ein werksseitig unterstütztes Formel-1-Team war der britische Rennstall Spirit, der 1981 mit dem Zweck gegründet wurde, Hondas neues Formel-1-Triebwerk in der Praxis mit einem kleinen Rennstall zu testen und weiterzuentwickeln, bevor es für die Formel-1-Weltmeisterschaft 1983 an das Top-Team Williams weitergegeben wurde.
- Als Motorenlieferant für die Formel 1 rüstete Honda unter anderem die Teams von Williams, Lotus, McLaren und British American Racing aus. Aus letzterem ging 2005 der bis 2008 aktive Rennstall Honda Racing F1 hervor.
- Als Motorenlieferant für die Formel 2 (1000 cm³) rüstete Honda 1965 und 1966 den Rennstall von Brabham aus. 1966 fuhren die Rennfahrer Jack Brabham und Denis Hulme mit dem Brabham-Honda BT18 insgesamt 11 Siege bei 12 Rennen ein. Jack Brabham gewann im selben Jahr die Formel-2-Meisterschaft.
- Neben diesen Formel-1-Top-Teams erhielten auch in einzelnen Jahren weitere Teams wie Tyrrell, Arrows, Jordan Grand Prix und Prost Grand Prix Motoren, die von Honda konzipiert worden waren. Sie wurden allerdings von Mugen geliefert, einem selbständigen Unternehmen, das von Soichiro Hondas ältestem Sohn Hirotoshi Honda geleitet wurde.
- Im Langstreckensport werden komplette Fahrzeuge durch die in den USA ansässige Honda Performance Development entwickelt. Diese wurden ursprünglich unter der Marke Acura an den Start gebracht.
- Im Mai 2013 gaben McLaren und Honda auf einer gemeinsamen Pressekonferenz bekannt, dass McLaren ab der Saison 2015 Motoren von Honda erhalten würde. Honda wollte zudem auch mindestens ein weiteres Team mit Motoren beliefern.[22] Dies wurde jedoch nicht in die Tat umgesetzt. Nach drei relativ erfolglosen Jahren beendete McLaren 2017 die Partnerschaft.
- Ab 2018 belieferte Honda das italienische Team Scuderia Toro Rosso exklusiv mit Motoren. Ab dem Folgejahr wurde dieses Engagement auf das Schwesterteam Red Bull Racing ausgeweitet.
- Seit Ende der Saison 2021 ruht das Formel-1-Engagement von Honda.[23]

#### Formel 1
| 1987 | Nelson Piquet auf Williams-Honda         |
| 1988 | Ayrton Senna auf McLaren-Honda           |
| 1989 | Alain Prost auf McLaren-Honda            |
| 1990 | Ayrton Senna auf McLaren-Honda           |
| 1991 | Ayrton Senna auf McLaren-Honda           |
| 2021 | Max Verstappen auf Red Bull Racing-Honda |
| 2022 | Max Verstappen auf Red Bull Racing-Honda |
| 2023 | Max Verstappen auf Red Bull Racing-Honda |
| 2024 | Max Verstappen auf Red Bull Racing-Honda |

| 1986 | Williams-Honda        |
| 1987 | Williams-Honda        |
| 1988 | McLaren-Honda         |
| 1989 | McLaren-Honda         |
| 1990 | McLaren-Honda         |
| 1991 | McLaren-Honda         |
| 2022 | Red Bull Racing-Honda |
| 2023 | Red Bull Racing-Honda |

#### Formel 2
| 1966 | Jack Brabham auf Brabham-Honda BT18 |

| 1966 | Brabham-Honda |

| 1981 | Geoff Lees auf Ralt-Honda RH-6-81      |
| 1983 | Jonathan Palmer auf Ralt-Honda RH-6-83 |
| 1984 | Mike Thackwell auf Ralt-Honda RH-6-84  |

### Motorradrennsport

#### Honda-Motorrad-Renngeschichte der 125-cm³-Klasse
1959 nahm Honda zum ersten Mal am populären Rennen der Tourist Trophy auf der Isle of Man Clypse Rennstrecke (17,63 km) in der 125er Klasse teil. Die Rennmaschine RC141 war mit einem 2-Zylinder-DOHC-Parallel-Twin bestückt und hatte eine Königswelle zum Zylinderkopf mit zwei Ventilen pro Zylinder. Der Motor hatte eine Verdichtung von 10,5:1, entwickelte 18 PS bei 13.000 min−1 und hatte ein 6-Gang-Getriebe. Da im Training erkannt wurde, dass man damit nicht konkurrenzfähig war, wurden neue Zylinderköpfe mit 4 Ventilen pro Zylinder aus Japan eingeflogen. Der Motor hatte nun 18,5 PS bei 14.000 min−1 und wog 87 kg. Diese Rennmaschine hieß nun RC142 und war die Maschine, die Hondas Renndebüt in Europa hatte. Der Kopf der Honda-Rennfahrergruppe war der 30 Jahre alte Amerikaner Bill (William Hunt), dem General Manager von American Honda und Gewinner des Asama-Rennens in Japan 1958. Die weiteren Fahrer waren Naomi Taniguchi, Junzo, Giichi Suzuki, Teisuke Tanaka, letzterer mit einer RC141 2-Ventiler. Tanaka vertrat Kunihiko Akiyama, der kurz vor der Abreise des Teams aus Japan tödlich verunglückte. Um die Rennstrecke zu erkunden, wurde die neue CB 92 eingesetzt. Im Rennen fuhr Naomi Taniguchi durch den sechsten Platz den ersten Punkt in der Weltmeisterschaft für Honda ein. Seine Durchschnittsgeschwindigkeit war 109,9 km/h. Durch einen weiteren siebten Platz durch Giichi Suzuki mit 107,4 km/h, den achten durch Teisuke Tanaka mit 105,7 km/h und den elften Platz durch Junzo Suzuki mit 102,7 km/h, gewann die Honda-Mannschaft den Teampreis und den ersten Pokal. Das Honda-Team wurde von Kiyoshi Kawashima, dem späteren Präsident des Unternehmens geleitet.
1960 nahm das Honda-Team wieder an der Isle of Man TT teil. Sie hatten die RC143 dabei, mit einem überarbeiteten 2-Zylinder Parallel-Twin DOHC, die 22 PS bei 14.000 min−1 produzierte und 93 kg wog. Der Australier Tom Phillis, Naomi Taniguchi, Giichi Suzuki, Teisuke Tanaka, Moto Kitano und Shimakazi waren die Rennfahrer. Phillis qualifizierte sich als zweitschnellster im Training, aber durch Zündkerzenprobleme erreichte er im Rennen nur den zehnten Platz.
1961 fuhr Tom Phillis mit der Startnummer 60 in Barcelona den ersten Sieg im ersten Rennen der Saison für Honda ein. Er gewann auch die erste Straßenweltmeisterschaft für Honda in der 125er Klasse auf der RC143 und RC144, mit 21 PS bei 14.000 min−1. Die spätere 2RC143 mit der Startnummer 26 hatte 23 PS bei 14.000 min−1. In diesem Jahr gewann Honda 8 von 11 Rennen und die Konstrukteurs- und Fahrerweltmeisterschaft. Das Rennen der Isle of Man TT Ultra Leichtgewichts-Klasse gewann Mike Hailwood (Mike the Bike) auf einer RC 143 vom Vorjahr, die er von Luigi Taveri bekommen hatte. Taveri kam auf den zweiten Platz, gefolgt von Tom Phillis und Jim Redman, alle auf der RC144.
1962 gewann Luigi Taveri mit der RC145 die Weltmeisterschaft in der 125er-Klasse, die er mit sechs Siegen für sich entschied. Es war geplant, dass der japanische Fahrer Takahashi diese Klasse gewinnen sollte. Er gewann auch die ersten beiden GPs, hatte aber auf der Isle of Man einen schrecklichen Unfall, der dieses Vorhaben beendete. Taveri mit der Nr. 6 fuhr auf den ersten Platz und die ersten fünf Plätze belegten in der 125er Isle of Man TT Ultra Leichtgewichts-Klasse Honda-Fahrer. Die RC145 hatte 24 PS bei 14.000 min−1, die jedes von 10 Rennen in dieser Saison gewann.
1964 gewann wieder Luigi Taveri mit der RC146 die Weltmeisterschaft in der 125er Klasse. Die RC 146 war die erste Honda 125er Vierzylinder und hatte 27 PS bei 17.000 min−1, die Ende 1963 auf der Rennpiste erschienen war. Sie hatte 7 Gänge und wog nur 87 kg. Die spätere 4RC146 hatte 28 PS bei 18.000 min−1. Mit dieser Maschine mit der Startnummer 4 belegte er 1965 in 125er Isle of Man TT Ultra Leichtgewichts-Klasse den 2. Platz. Es war das beste Ergebnis in dieser Saison gegen die nun stark aufkommenden Zweitakter.
1966 gewann wieder Luigi Taveri mit der RC149 die Weltmeisterschaft in der 125er-Klasse. Die RC149 war die erste Honda 125er Fünfzylindermaschine und hatte über 34 PS bei 20.500 min−1, die schon im Oktober 1965 auf der Rennpiste ihre Premiere hatte. Acht Gänge und ein Trockengewicht von 85 kg brachten ihr die Konstrukteurs- und Fahrerweltmeisterschaft.

#### Fahrerweltmeistertitel im Motorrad-Straßenrennsport
| 1965 | Ralph Bryans |

| 1961 | Tom Phillis         |
| 1962 | Luigi Taveri        |
| 1964 | Luigi Taveri        |
| 1966 | Luigi Taveri        |
| 1990 | Loris Capirossi     |
| 1991 | Loris Capirossi     |
| 1993 | Dirk Raudies        |
| 1995 | Haruchika Aoki      |
| 1996 | Haruchika Aoki      |
| 1999 | Emilio Alzamora     |
| 2003 | Dani Pedrosa        |
| 2004 | Andrea Dovizioso    |
| 2005 | Thomas Lüthi        |
| 2015 | Danny Kent          |
| 2017 | Joan Mir            |
| 2018 | Jorge Martín        |
| 2019 | Lorenzo Dalla Porta |

| 1961 | Mike Hailwood   |
| 1962 | Jim Redman      |
| 1963 | Jim Redman      |
| 1966 | Mike Hailwood   |
| 1967 | Mike Hailwood   |
| 1985 | Freddie Spencer |
| 1987 | Toni Mang       |
| 1988 | Sito Pons       |
| 1989 | Sito Pons       |
| 1991 | Luca Cadalora   |
| 1992 | Luca Cadalora   |
| 1997 | Max Biaggi      |
| 2001 | Daijirō Katō    |
| 2004 | Dani Pedrosa    |
| 2005 | Dani Pedrosa    |
| 2009 | Hiroshi Aoyama  |

| 1962 | Jim Redman    |
| 1963 | Jim Redman    |
| 1964 | Jim Redman    |
| 1965 | Jim Redman    |
| 1966 | Mike Hailwood |
| 1967 | Mike Hailwood |

| 1983 | Freddie Spencer |
| 1985 | Freddie Spencer |
| 1987 | Wayne Gardner   |
| 1989 | Eddie Lawson    |
| 1994 | Mick Doohan     |
| 1995 | Mick Doohan     |
| 1996 | Mick Doohan     |
| 1997 | Mick Doohan     |
| 1998 | Mick Doohan     |
| 1999 | Àlex Crivillé   |
| 2001 | Valentino Rossi |
| 2002 | Valentino Rossi |
| 2003 | Valentino Rossi |
| 2006 | Nicky Hayden    |
| 2011 | Casey Stoner    |
| 2013 | Marc Márquez    |
| 2014 | Marc Márquez    |
| 2016 | Marc Márquez    |
| 2017 | Marc Márquez    |
| 2018 | Marc Márquez    |
| 2019 | Marc Márquez    |

| 1988 | Fred Merkel    |
| 1989 | Fred Merkel    |
| 1997 | John Kocinski  |
| 2000 | Colin Edwards  |
| 2002 | Colin Edwards  |
| 2007 | James Toseland |

| 2002 | Fabien Foret          |
| 2003 | Chris Vermeulen       |
| 2004 | Karl Muggeridge       |
| 2005 | Sébastien Charpentier |
| 2006 | Sébastien Charpentier |
| 2007 | Kenan Sofuoğlu        |
| 2008 | Andrew Pitt           |
| 2010 | Kenan Sofuoğlu        |
| 2014 | Michael van der Mark  |

| 1998 | Steve Webster / David James (LCR-Honda) |

## Weitere Geschäftsbereiche

Logo der Abteilung Honda Equipment

Logo der Abteilung Honda Marine

Unter der Bezeichnung Power Equipment (dt. wörtlich: Kraft-Ausrüstung(en)) sind durch Motoren angetriebene Geräte aus dem Gartenbereich, in der Industrie verwendete Ausrüstungen und Antriebe, sowie unter dem Begriff Marine Außenbordmotoren und Schlauchboote versammelt. Seit 1964 stellt Honda Außenborder als Viertaktmotor her. Im Februar 2023 stellte Honda eine Studie für einen Elektro-Außenbordmotor vor; der Zeitpunkt für den Serieneinsatz ist noch nicht bekannt; - Honda verfügt aus elektrischen Motorrollern bereits über Know-how für Akkus.

Logo der Abteilung HondaJet

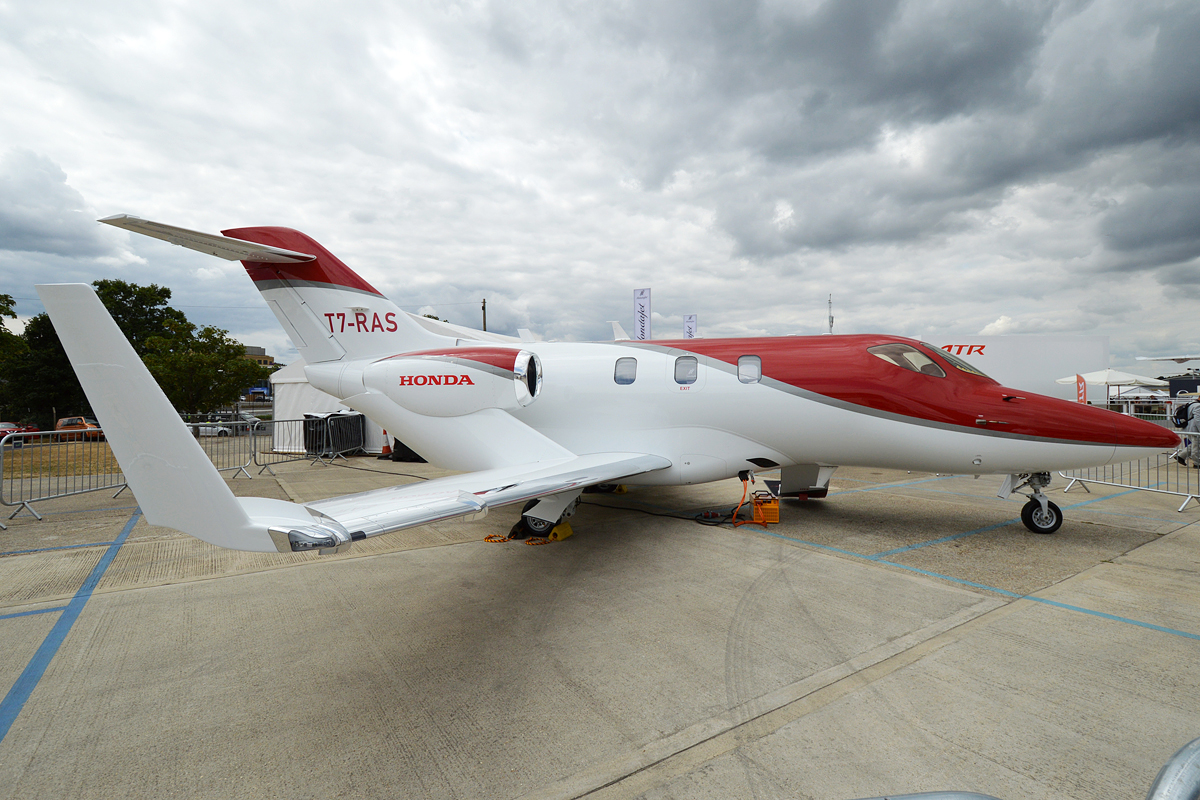
Honda HA-420

Die Honda Aircraft Company, eine 100-prozentige Tochtergesellschaft mit Sitz in Greensboro im US-Bundesstaat North Carolina, entwickelt ein Geschäftsreiseflugzeug, den Honda HA-420 Hondajet. Ende 2014 war er am Ende der Zertifizierungsphase, Dezember 2015 dann zugelassen.

Das Honda-Downhillteam

Außerdem sponserte Honda das eigene Downhill-Mountainbiketeam „Team G Cross Honda“, das bis 2008 mit Bikern wie Greg Minnaar, Matti Lehikoinen und Brendan Fairclough im Mountainbike-Weltcup sehr erfolgreich war. So gewann das Team 2007 zum Zweiten Mal in Folge den Gesamtweltcup im Downhill. Das Honda-Mountainbike wurde ausschließlich für den Einsatz im Downhill-Weltcup gebaut und war am Markt nie erhältlich. Die Agentur 23 Degrees Sports Management veröffentlichte Ende 2007 überraschend eine Pressemitteilung, dass sich Honda wieder komplett aus dem Mountainbike-Sport zurückziehen werde.